# York (Austrália Ocidental)
York é a cidade mais antiga do interior da Austrália Ocidental, situada no rio Avon, 97 km a leste de Perth, em Wheatbelt, e é a sede do Condado de York.
O nome da região foi sugerido por JS Clarkson durante uma expedição em outubro de 1830 devido à sua semelhança com seu próprio condado na Inglaterra, o Condado de York.